# Sunčana elektrana Vis
Sunčana elektrana Vis, sunčana elektrana u Hrvatskoj na otoku Visu. Smještena je na brdu Griževoj glavici, u blizini naselja Žene Glave, oko 3,6 kilometra jugozapadno od grada Visa te oko 4,8 kilometara istočno od Komiže. Smještena je na lokaciji površine 5,5 hektara, na nadmorskoj visini od oko 250 metara. Puštena je u rad 11. rujna 2020. i prva je velika sunčana elektrana izgrađena na hrvatskim otocima.
Bilo je predviđeno da će SE Vis proizvoditi električnu energiju bez ugovora s HROTE-om o otkupu po poticajnoj cijeni. Pridonosi jačoj podgradnji u funkciji razvoja turizma, zato što će električnu energiju proizvoditi u najpotrebnije vrijeme a to je kad je povećana potrošnja tijekom ljetne turističke sezone. Prednost je što sunčane elektrane upravo tada najviše proizvode.
Dijelom je ciklusa gradnje sunčanih elektrana u Hrvatskoj koji je pokrenuo HEP, u skladu sa smjernicom europske energetsko-klimatske politike. Nastale su u suradnji s partnerima jedinicama lokalne i regionalne samouprave te tvrtkama. Višku elektranu razvijala je tvrtka Končar-Obnovljivi izvori energije. Prosinca 2018. HEP je otkupio projekt za oko 20 milijuna kuna. Instalirana snaga elektrane bit će 2,2 MW, a priključna 2 MW. Očekivana godišnja proizvodnja je 3,1 milijun kilovatsati (kWh), čime se pokriva potrebe za električnom energijom od oko 1000 kućanstava. Radovi na elektrani počeli su travnja 2019. godine i trebali bi okončati tijekom prosinca 2019. godine. Ugrađeni solari predviđeni su da mogu odoliti udarima vjetra i do 150 kilometara na sat. Viška sunčana elektrana velika je kao deset nogometnih igrališta i po snazi u MW je najveća od svih sunčanih elektrana na otocima na Mediteranu. Ukupna vrijednost radova je oko 25 milijuna kuna. Proizvedena energija ide u zajednički HEP-ov sustav. Napajat će se uz tisuću kućanstava na Visu i otok u susjedstvu Biševo. Aktiviranjem elektrane otok Vis postajemo jedini samoodrživi otok u Hrvatskoj, jer već imaju svoju vodu i kapacitete za samodostatnost.
Predviđeni početak proizvodnje bio je siječnja 2020. godine. Rok trajanja ugrađenih dijelova je 25 godina.
Do završetka izgradnje promijenilo se nekoliko planiranih osobina. Priključna snaga SE Vis je 3,5 MW.  U elektrani je instalirano 11.200 fotonaponskih modula snage 340 Wp. Dužine izvedene srednjenaponske kabelska mreža je 5,2 km. Ugrađeno je, čije je proizvođač Hrvatska tvrtka Končar s kojom je HEP realizirao ovaj projekt proizvela je pet frekvencijskih pretvarača nazivne snage 720 kW koji su ugrađeni u SE. Sustav upravljanja i nadzora rada elektrane također je Končarov proizvod.
Očekivana godišnja proizvodnja je oko 5 milijuna kWh električne energije što podmiruje potrebe oko 1.600 kućanstava. Ulaganje je bilo vrijednosti 31,3 milijuna kuna. Elektrana je otvorena 11. rujna 2020. godine. U trenutku puštanja u rad bila je najveća SE u Hrvatskoj.
U idućoj će se fazi uz elektranu instalirati baterijski spremnik snage 1MW i kapaciteta 1,44 MWh, čija je namjena uravnoteženje elektroenergetskog sustava i radi očuvanja stabilnosti mreže na otoku.